# Rezerwat przyrody Grodno
Rezerwat przyrody Grodno – leśny rezerwat przyrody w gminie Baruchowo, w powiecie włocławskim, w województwie kujawsko-pomorskim.
Obejmuje las, bagna i wody o powierzchni 132,88 ha. Został powołany Rozporządzeniem Ministra Ochrony Środowiska, Zasobów Naturalnych i Leśnictwa z 21 grudnia 1998 roku (Dz.U. z 1998 r. nr 161, poz. 1088). Według aktu powołującego, celem ochrony rezerwatu jest zachowanie ze względów naukowych, dydaktycznych i krajobrazowych jeziora Grodno o szmaragdowej wodzie wraz z otaczającymi go naturalnymi zbiorowiskami leśnymi.
Rezerwat znajduje się na gruntach zarządzanych przez Nadleśnictwo Włocławek.
Obszar rezerwatu podlega ochronie czynnej.